# Шелби (округ, Иллинойс)
Ше́лби (англ. Shelby County) — округ в США, штате Иллинойс. По состоянию на 2010 год, численность населения составляла 22 363 человека. Был основан в 1827 году, получил своё название в честь американского политического деятеля и губернатора штата Виргиния Исаака Шелби.

## География
По данным Бюро переписи США, общая площадь округа равняется 1 989,3 км², из которых 1 964,6 км² — суша, и 24,7 км², или 1,24 % — это водоёмы.

## Население
По данным переписи населения 2000 года в округе проживает 22 893 жителя в составе 9056 домашних хозяйств и 6502 семей. Плотность населения составляет 12,00 человек на км2. На территории округа насчитывается 10 060 жилых строений, при плотности застройки около 5-ти строений на км2. Расовый состав населения: белые — 98,94 %, афроамериканцы — 0,15 %, коренные американцы (индейцы) — 0,14 %, азиаты — 0,21 %, гавайцы — 0,00 %, представители других рас — 0,14 %, представители двух или более рас — 0,41 %. Испаноязычные составляли 0,48 % населения независимо от расы.
В составе 31,00 % из общего числа домашних хозяйств проживают дети в возрасте до 18 лет, 61,20 % домашних хозяйств представляют собой супружеские пары, проживающие вместе, 7,10 % домашних хозяйств представляют собой одиноких женщин без супруга, 28,20 % домашних хозяйств не имеют отношения к семьям, 25,40 % домашних хозяйств состоят из одного человека, 13,30 % домашних хозяйств состоят из престарелых (65 лет и старше), проживающих в одиночестве. Средний размер домашнего хозяйства составляет 2,50 человека, и средний размер семьи — 2,99 человека.
Возрастной состав округа: 25,00 % — моложе 18 лет, 7,60 % — от 18 до 24, 26,20 % — от 25 до 44, 23,40 % — от 45 до 64, и 23,40 % — от 65 и старше. Средний возраст жителя округа — 39 лет. На каждые 100 женщин приходится 97,50 мужчин. На каждые 100 женщин старше 18 лет приходится 94,70 мужчин.
Средний доход на домохозяйство в округе составлял 37 313 USD, на семью — 44 372 USD. Среднестатистический заработок мужчины был 31 904 USD против 21 075 USD для женщины. Доход на душу населения составлял 17 313 USD. Около 6,50 % семей и 9,10 % общего населения находились ниже черты бедности, в том числе — 11,90 % молодежи (тех, кому ещё не исполнилось 18 лет) и 9,80 % тех, кому было уже больше 65 лет.